# Édouard Dubus
Pour les articles homonymes, voir Dubus.
Édouard Dubus, né le 14 juin 1864 à Beauvais et mort le 12 juin 1895 à Paris, est un avocat, poète symboliste et chroniqueur littéraire français, cofondateur du troisième Mercure de France. De par son parcours et sa fin tragique, il est rattaché au décadentisme fin-de-siècle.

## Biographie
Originaire de Beauvais, enfant d'une fratrie comprenant deux sœurs, Louis Adolphe Édouard Dubus est le fils de Louis Adrien Edgard Dubus, rentier, ancien garde général des forêts en Haute-Saône et d’Estelle Marie Paille, fille d’un avoué, adjoint au maire de Beauvais. Il s'installe à Paris, entre au collège Sainte-Barbe puis fait des études en Droit. Il s'inscrit ensuite au barreau, est reçu avocat à la cour d'appel de Paris, rejoint le cabinet de Georges Desplas et entre par ailleurs comme fonctionnaire dans un ministère, où, vraisemblablement, il s'ennuya.
Durant ses études, il commence à publier des articles dans la presse bonapartiste, dont Les Aigles nationales entre octobre 1883 et juin 1884, entre autres sous le pseudonyme de Baroudes. 
Selon certaines sources policières, Dubus aurait été à cette époque secrétaire du prince Napoléon et fréquentait Frédéric Masson. 
Vers la même époque, il collabore également à La Comédie politique, périodique lyonnais également bonapartiste. 
Plus tard, il livre des articles au Pilori, journal plus réactionnaire et antisémite fondé en 1886.
L'un des premiers poèmes publiés de Dubus se trouve dans Le Cri du peuple, le journal refondé par Jules Vallès et dirigé par Séverine, à la date du 20 mars 1885 ; présenté par Paul Alexis (Trublot), il est promis à son auteur un bel avenir. De fait, il y écrira à partir d'avril 1888 sous le pseudonyme de Pipe en buis,. D'autres poèmes vont ensuite paraître en 1886, successivement dans Le Capitan de Léo d'Orfer, le patron de la revue La Vogue, La Décadence fondée par René Ghil, Le Décadent d'Anatole Baju, ou encore Le Scapin, dont Dubus est successivement le secrétaire de rédaction et le gérant responsable (décembre 1885 - novembre 1886). Il écrit aussi pour La Jeune République à partir de mai 1889, un périodique boulangiste de gauche...
À cette époque, passionné d'ésotérisme, Dubus fréquente le Quartier Latin et participe à des conférences littéraires salle de l'Ermitage, 29 rue Jussieu ; certaines dégénèrent, troublées, dit la presse de l'époque, par des groupuscules anarchistes. En 1888, il fait partie du comité de rédaction de la revue Le Paris littéraire fondée par Frédéric-Auguste Cazals. 
De cette époque, datent sans doute ses visites à la Librairie du merveilleux, au 29 rue de Trévise, où il rencontre Papus, Stanislas de Guaita, Joséphin Péladan et Joris-Karl Huysmans. 
Par ce dernier, il est initié à l'occultisme ; les deux hommes sont par ailleurs collègues au ministère de l'Intérieur, Dubus étant à la direction de l'Assistance et de l'Hygiène publique. Selon Adolphe Retté, c'est auprès de Guaita que Dubus s'initie à la morphine.
Début 1889, il rejoint la rédaction de la seconde série de La Pléiade, initiée en 1886 par Rodolphe Darzens et refondée par Louis-Pilate de Brinn’Gaubast où l'on trouve entre autres Louis Dumur, Julien Leclercq, Laurent Tailhade, Rachilde et Alfred Vallette. En quelques mois, et à la suite d'un scandale, Vallette transforme cette revue qui devient le Mercure de France, une refondation de la plus ancienne publication littéraire française (janvier 1890). Avec la Plume, le Mercure devient le foyer de la modernité littéraire fin-de-siècle.
Début 1890, Dubus, associé à Georges Darien, publie chez Albert Savine Les Vrais Sous-offs, une réponse polémique et faussement pro-militariste à l'ouvrage attaqué en justice de Lucien Descaves, Les Sous-offs.
En janvier 1892, paraît Quand les violons sont partis, l'unique recueil de poèmes de Dubus, publié à la Bibliothèque artistique et littéraire, sous l'égide de La Plume. De nombreux poèmes sont dédiés à ses amis d'alors : Vallette, Adolphe Retté, Dumur, Jean Court, Saint-Pol-Roux, Darien, Remy de Gourmont, Julien Michaut... Pour ce dernier, il rédige la préface à son recueil Comme on sait aimer (Léon Vanier, 1893).
Dubus publie encore quelques poèmes, dans L'Art littéraire dirigé par Louis Lormel, Le Voleur illustré, L'Académie française, La Cocarde, participe aux soirées organisées par Léon Deschamps, patron de La Plume, et chronique régulièrement dans les pages du Mercure. Il livre encore seize poèmes entre 1891 et 1893  au journal Fin de siècle. Dubus fait également lire au Théâtre d'art dirigé par Paul Fort dans le quartier de la Gaité-Montparnasse un extrait de son drame lyrique Apollonius de Tyane. C'est là qu'il rencontre peut-être une jeune actrice, Suzanne Gay, dont il s'éprend ; elle est réputée en proie à de soudaines crises de démences.
Du 17 juin au 24 août 1893, sur ordre de son chef de service au ministère de l'Assistance publique, Dubus est admis à l'asile des convalescents de Saint-Maurice, pour s'y reposer.
Le 10 juin 1895, le corps de Dubus est retrouvé inanimé place Maubert (Paris 5e) ; transporté à l'hôpital de la Pitié, il y décède le 12, victime d'une overdose d'opiacés,,. 
Un procès s'ensuit entre, d'un côté son père, sa mère et ses deux sœurs, de l'autre, son exécuteur testamentaire, Me Georges Desplas ; les premiers sont déboutés le 1er juillet 1897 par le tribunal de Beauvais, et les biens de Dubus reviennent à Émilie Barbier-Leblanc, dite Jeanne Gay, mère d'un petit garçon, laquelle décède sans doute cette année-là : Desplas hérite donc de l'intégralité des biens de son ancien collègue avocat,.
En 1905, Albert Messein réédite Quand les violons sont partis assorti de nombreux vers posthumes.